# Сорокін Владислав Володимирович
Соро́кін Владисла́в Володи́мирович — учасник Афганської війни 1979–1989 років, відмінник прикордонних військ, начальник вогневої підготовки Донецького прикордонного загону.
У 1986–1987 роках перебував в Афганістані, десантно-штурмова група Керкинського прикордонного загону, навідник станкового гранатомета. Брав участь в двох десятках бойових операціях, був поранений, контужений. Супроводжував автоколони, розвідувальні групи, брав участь в блокуванні та затриманні загонів душманів.
Закінчив Вище прикордонне училище, Академію СБУ. В Донецькому прикордонному загоні з 1994 року.

## Нагороди
- медаль «За бойові заслуги»,
- медаль «За відвагу»,
- орден «За мужність III» ступеня (13.2.2015)